# Zapasy na Letnich Igrzyskach Olimpijskich 1936 – kategoria do 72 kg w stylu klasycznym
Zmagania mężczyzn do 72 kg to jedna z siedmiu męskich konkurencji w zapasach w stylu klasycznym rozgrywanych podczas Letnich Igrzysk Olimpijskich 1936. Pojedynki w tej kategorii wagowej odbyły się w dniach 6 – 9 sierpnia.
Punktacja opierała się na systemie "złych punktów karnych". Zwycięzca otrzymywał zero punktów za wygraną przez "tusz" (łopatki), a jeden za zwycięstwo decyzją trzech sędziów. Za porażkę na punkty zawodnik otrzymywał trzy punkty. Przegranie walki przez łopatki lub decyzją jednogłośną trzech sędziów skutkowało dwoma punktami karnymi. Za porażkę 1-2 przyznawano 2 punkty. Uzyskanie pięciu lub więcej punktów eliminowało zapaśnika z turnieju.

## Klasyfikacja[1]
| Pozycja | Nazwisko            | Kraj           |
| ------- | ------------------- | -------------- |
| 1       | Rudolf Svedberg     | Szwecja        |
| 2       | Fritz Schäfer       | III Rzesza     |
| 3       | Eino Virtanen       | Finlandia      |
| 4       | Edgar Puusepp       | Estonia        |
| 5       | Silvio Tozzi        | Włochy         |
| 6       | Nurettin Baytorun   | Turcja         |
| 7       | Jean de Feu         | Belgia         |
| 7       | Adolf Rieder        | Szwajcaria     |
| 9       | Karel Zvonař        | Czechosłowacja |
| 9       | Antun Fischer       | Jugosławia     |
| 11      | Maxime Lubat        | Francja        |
| 11      | Dimitrios Zakharias | Grecja         |
| 11      | Gyula Vincze        | Węgry          |
| 14      | Franz Hametner      | Austria        |

## Wyniki

### Pierwsza runda[2]
| Zwycięzca       | Punkty karne | Wynik        | Przegrany           | Punkty karne |
| --------------- | ------------ | ------------ | ------------------- | ------------ |
| Silvio Tozzi    | 0            | Łopatki      | Dimitrios Zakharias | 3            |
| Karel Zvonař    | 1            | Decyzja, 3:0 | Nurettin Baytorun   | 3            |
| Adolf Rieder    | 0            | Łopatki      | Maxime Lubat        | 3            |
| Rudolf Svedberg | 0            | Łopatki      | Antun Fischer       | 3            |
| Fritz Schäfer   | 1            | Decyzja, 3:0 | Edgar Puusepp       | 3            |
| Jean de Feu     | 0            | Łopatki      | Franz Hametner      | 3            |
| Eino Virtanen   | 0            | Łopatki      | Gyula Vincze        | 3            |

### Druga runda[3]
| Zwycięzca         | Punkty karne | Wynik        | Przegrany           | Punkty karne |
| ----------------- | ------------ | ------------ | ------------------- | ------------ |
| Nurettin Baytorun | 4            | Decyzja, 3:0 | Dimitrios Zakharias | 6            |
| Silvio Tozzi      | 1            | Decyzja, 3:0 | Karel Zvonař        | 4            |
| Rudolf Svedberg   | 0            | Łopatki      | Maxime Lubat        | 6            |
| Antun Fischer     | 4            | Decyzja, 3:0 | Adolf Rieder        | 3            |
| Fritz Schäfer     | 1            | Łopatki      | Jean de Feu         | 3            |
| Edgar Puusepp     | 3            | Łopatki      | Gyula Vincze        | 6            |
| Eino Virtanen     | 0            | Bez walki    |                     |              |
|                   |              | Rezygnacja   | Franz Hametner      | -            |

### Trzecia runda[4]
| Zwycięzca         | Punkty karne | Wynik   | Przegrany     | Punkty karne |
| ----------------- | ------------ | ------- | ------------- | ------------ |
| Eino Virtanen     | 0            | Łopatki | Silvio Tozzi  | 4            |
| Nurettin Baytorun | 4            | Łopatki | Adolf Rieder  | 6            |
| Rudolf Svedberg   | 0            | Łopatki | Karel Zvonař  | 7            |
| Fritz Schäfer     | 1            | Łopatki | Antun Fischer | 7            |
| Edgar Puusepp     | 3            | Łopatki | Jean de Feu   | 6            |

### Czwarta runda[5]
| Zwycięzca       | Punkty karne | Wynik        | Przegrany         | Punkty karne |
| --------------- | ------------ | ------------ | ----------------- | ------------ |
| Eino Virtanen   | 1            | Decyzja, 3:0 | Nurettin Baytorun | 7            |
| Fritz Schäfer   | 1            | Łopatki      | Silvio Tozzi      | 7            |
| Rudolf Svedberg | 1            | Decyzja, 3:0 | Edgar Puusepp     | 8            |

### Piąta runda[6]
| Zwycięzca       | Punkty karne | Wynik        | Przegrany     | Punkty karne |
| --------------- | ------------ | ------------ | ------------- | ------------ |
| Rudolf Svedberg | 2            | Decyzja, 3:0 | Eino Virtanen | 4            |
| Fritz Schäfer   | 1            | Bez walki    |               |              |

### Szósta runda[7]
| Zwycięzca       | Punkty karne | Wynik     | Przegrany     | Punkty karne |
| --------------- | ------------ | --------- | ------------- | ------------ |
| Fritz Schäfer   | 1            | Łopatki   | Eino Virtanen | 7            |
| Rudolf Svedberg | 2            | Bez walki |               |              |

### Siódma runda[8]
| Zwycięzca       | Punkty karne | Wynik        | Przegrany     | Punkty karne |
| --------------- | ------------ | ------------ | ------------- | ------------ |
| Rudolf Svedberg | 3            | Decyzja, 2:1 | Fritz Schäfer | 3            |